# カイキ・ダ・シウヴァ・チャガス
カイキ・ダ・シウヴァ・チャガス（Kayky da Silva Chagas、2003年6月11日 - ）は、ブラジル・リオデジャネイロ州リオデジャネイロ出身のサッカー選手。カンピオナート・ブラジレイロ・セリエA・ECバイーア所属。ポジションはFW。

## クラブ経歴
2012年にフルミネンセFCのユースアカデミーに入所。2021年にトップチームに昇格し、3月5日のリオデジャネイロ州選手権にあたるカンピオナート・カリオカのレゼンデFC戦でプロデビュー。4月7日のマカエEFC戦でプロ初ゴールを記録。17歳ながら先発に定着し、同月には早くもマンチェスター・シティFCが、カイキの獲得を検討していると報じられた。
2021年4月23日、マンチェスター・シティFCと5年契約を締結し、2022年より加入することが発表されたが、実際には2021-22シーズンからマンチェスター・シティに合流した。同シーズンはU-23チームを中心にプレーし、プレミアリーグ2では13試合の出場で6ゴール4アシストを記録した。また、2022年1月のFAカップでトップチームデビューを果たすと、同年2月にはプレミアリーグデビューも飾った。8月13日、2022-23シーズンはプリメイラ・リーガのFCパソス・デ・フェレイラに期限付き移籍することが発表された。